# Glen Dimplex
Glen Dimplex ist eine internationale Unternehmensgruppe mit Hauptsitz in Dublin. Das deutsche Tochterunternehmen firmiert als Glen Dimplex Deutschland GmbH. Das Unternehmen ist weltweit führender Hersteller von Elektroheizungen, Kühlsystemen und Haushaltskleingeräten. Gegründet wurde es im November 1973. 

## Unternehmensgruppe
Die Gruppe beschäftigt weltweit etwa 10.000 Mitarbeiter und hat einen Jahresumsatz von rund 2 Milliarden Euro (Stand 2013). An den deutschen Standorten in Kulmbach und Nürnberg sind etwa 1100 Mitarbeiter beschäftigt.
Die deutsche Tochter teilt sich in drei Sparten auf: Dimplex, Riedel und ewt. Die Sparte Dimplex steht für die Produkte der Haustechnik, speziell für Wärmepumpen, Elektroheizungen, Lüftungsgeräte und Solarthermie. Der Geschäftsbereich der Marke Riedel steht für Kältetechnik mit den Unterbereichen Wasserkühlsätze, Kältemaschinensätze und Kühlsysteme. Die Ausstattung von privaten Haushalten mit Produkten für Bodenpflege, elektrischen Heizgeräten und Küchengeräten übernimmt der Geschäftsbereich ewt in Sonneberg und Nürnberg. Riedel- und Dimplex-Produkte werden in Kulmbach gefertigt.
Seit den 1990er Jahren gehört das traditionsreiche thüringische Unternehmen Elektroinstallation Oberlind (kurz EIO, Sonneberg) zur Gruppe. 
Zur Glen-Dimplex-Gruppe gehören die Marken EIO, EWT, morphy richards und AquaVac.